# Fukushima-ku (Osaka)
Fukushima-ku (jap. 福島区) ist einer von 24 Stadtbezirken (ku) von Osaka, Japan. Der Bezirk ist überwiegend ein Wohngebiet, beinhaltet aber auch einige Bürogebäude, ein Geschäftsviertel und einige Industriebetriebe. Der Fluss  Yodo bildet die Nord- und der Dōjima die Südgrenze des Bezirks.

## Geschichte

Karte von Fukushima-ku

Der Stadtbezirk entstand am 1. April 1943 aus Teilen von Kita-ku, Konohana-ku und Nishiyodogawa-ku. Zum 1. September 1975 wurden die Stadtteile innerhalb des Bezirks neu geordnet. Sie sind heute:
Ebie (海老江),
Fukushima (福島),
Noda (野田),
Ōhiraki (大開),
Sagisu (鷺洲),
Tamagawa (玉川) und
Yoshino (吉野).
Der Bezirk Fukushima war während der Edo-Zeit ein stadtnahes Bauerndorf. In der Meiji-Zeit wurden große Fabriken errichtet, vor allem in der Textilindustrie. Die Matsushita Electric Industrial Co. wurde hier 1918 gegründet. Auch heute noch arbeiten zahlreiche Druckereien und Automobilzulieferer in diesem  Stadtbezirk. Vor dem Zweiten Weltkrieg befanden sich hier auch die Universitätsklinik und der Zentralmarkt von Osaka.

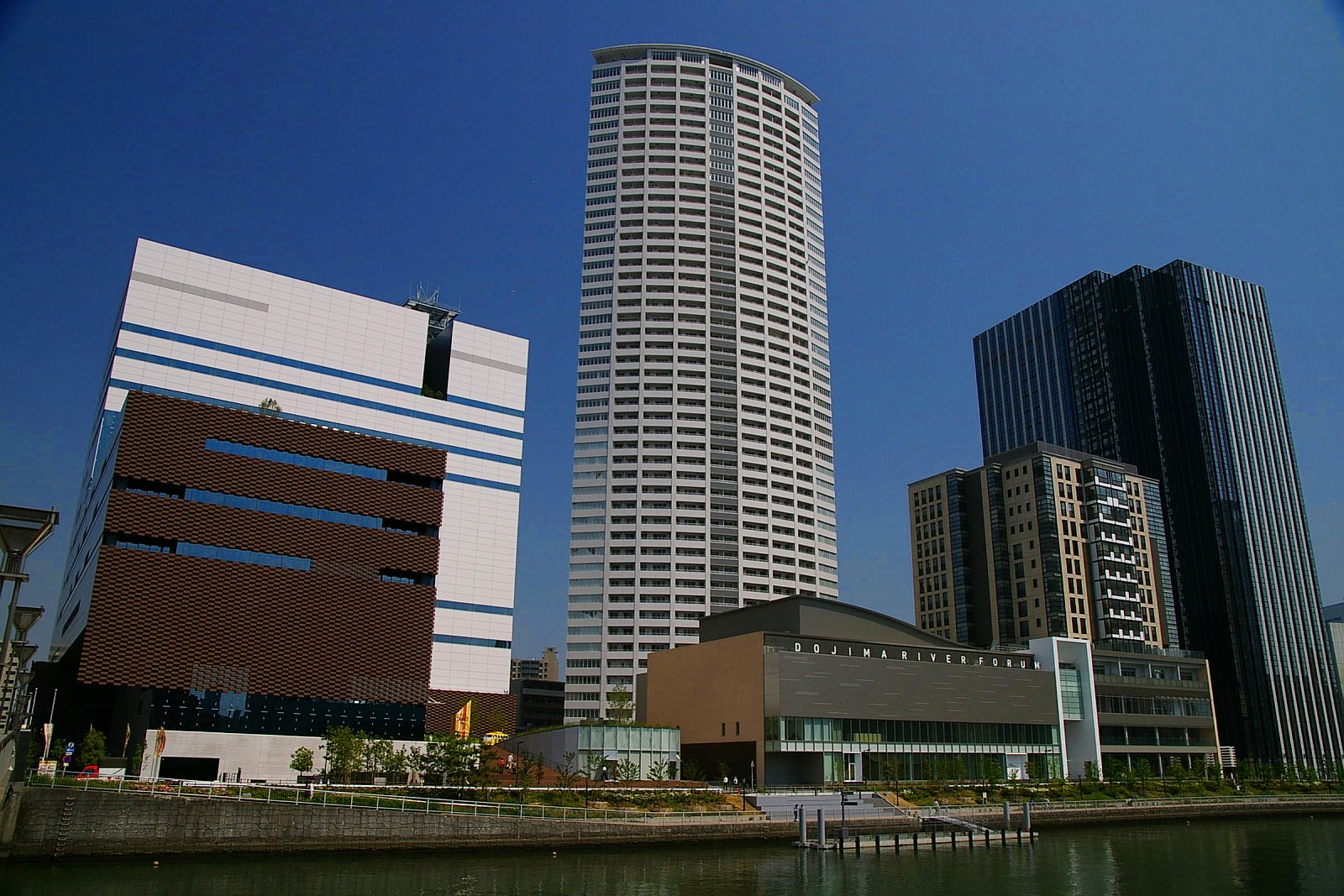
Hotarumachi

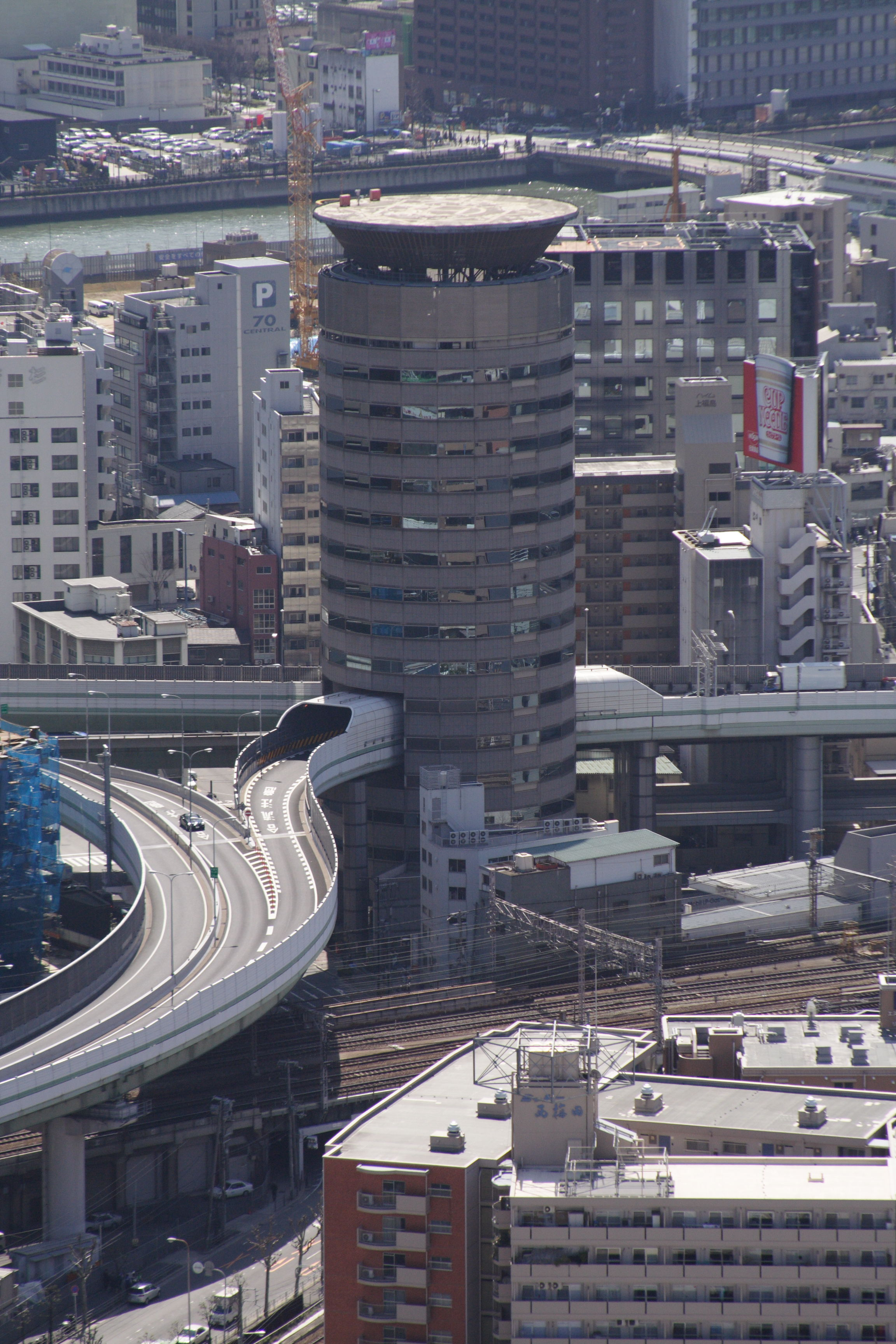
Die Hanshin-Autobahn Nr. 11 führt durch das Gate Tower Building in Fukushima 5-chōme.

In den vergangenen Jahren wurden etliche neue Wohnhochhäuser und Bürogebäude errichtet, aufgrund der Nähe zu den Umeda- und Dōjima-Geschäftszentren. Andere Teile Fukushimas wurden von Fabrikgelände in Wohn- und Geschäftsviertel umgewandelt. Unter anderem wurde auf dem Gelände der ehemaligen Universitätsklinik der Wohn- und Bürokomplex Hotarumachi erbaut.

## Orte und Plätze
Bibliotheken
- Städtische Bibliothek Fukushima

Parks
- Yodo-Park
- Shimo-Fukushima-Park

Krankenhäuser
- Osaka Kōseinenkin-Krankenhaus
- Kansai-Denryoku-Krankenhaus

Firmensitze
- Hanshin Denki Tetsudō (Eisenbahngesellschaft)
- Asahi Broadcasting Corporation (Fernsehsender)
- Osaka Nikkan Sports (Zeitung)

Historische Orte
- Fukuzawa Yukichis Geburtsort (in Hotarumachi)
- Sakaro-no-Matsu-Denkmal
- Fukushima Tenman-gū (Schrein)
- Noda-Ebisu-Schrein